# پرچم ترانس‌نیستریا
پرچم ترانس‌نیستریا یک نسخه از پرچم سابق  جمهوری سوسیالیست شوروی مولداوی است. شکل فعلی با قانون ۲۰۰۰ در مورد نمادهای کشوری به تصویب رسید.

## تاریخچه
پرچم اتحاد جماهیر شوروی سوسیالیستی جمهوری مولداوی به عنوان پرچم این جمهوری تا انحلال اتحاد جماهیر شوروی در سال ۱۹۹۱ استفاده شد.
وقتی مولداوی به کشوری مستقل تبدیل شد، در بعضی از نقاط ترانس‌نیستریا، مردم حاضر به برافراشتن  پرچم جدید مولداوی نبودند و به برافراشتن پرچم جمهوری سوسیالیست شوروی مولداوی ادامه دادند.ادامه استفاده از پرچم سابق مولداوی پاسخ پوستی سمپاتیکی متداول بود و آن‌ها آن را رسماً به عنوان پرچم ترانس‌نیستریا در سال ۲۰۰۰ معرفی کردند